# Cupa Challenge 1910-1911
Ediția a XI-a, 1910 - 1911, avea să fie ultima ediție a Challenge Cup pentru că începuse o nouă competiție fotbalistică -  Erste Klasse, Bundesliga de mai târziu.

## Ediția a XI-a,1910-1911

### Echipele Participante
| Imperiul Austriei | Wiener Sport-Club Vienna Cricket and Football Club SK Rapid Viena First Vienna FC 1894 Floridsdorfer Athletiksport-Club Simmeringer SC |
| Regatul Ungariei  | Ferencvaros TC Budapesta |
| Regatul Boemiei   | Deutscher Sportverein Troppau |

## Turneul Austriei

### Primul Tur
| 19 martie 1911 | Wiener Sport-Club | 7 – 3 | Floridsdorfer Athletiksport-Club |  |
| 19 martie 1911 |                   |       |                                  |  |

| 19 martie 1911 | First Vienna FC 1894 | 1 – 3 | SK Rapid Viena |  |
| 19 martie 1911 |                      |       |                |  |

| 19 martie 1911 | Vienna Cricket and Football Club | 0 – 9 | Simmeringer SC |  |
| 19 martie 1911 |                                  |       |                |  |

### Semifinale
| 19 martie 1911 | Wiener Sport-Club | 3 – 1 | SK Rapid Viena |  |
| 19 martie 1911 |                   |       |                |  |

| 19 martie 1911 | Simmeringer SC | 2 – 2 | Hertha Viena |  |
| 19 martie 1911 |                |       |              |  |

| 11 iunie 1911 | Simmeringer SC | 4 – 2 | Hertha Viena |  |
| 11 iunie 1911 |                |       |              |  |

### Finala Austriaca
| 19 martie 1911 | Wiener Sport-Club | 14 – 0 | Deutscher Sportverein Troppau |  |
| 19 martie 1911 |                   |        |                               |  |

### Finala
| 24 septembrie 1911 | Wiener Sport-Club | 3 – 0 | Ferencvaros TC Budapesta | Praterbahn, Viena |
| 24 septembrie 1911 |                   |       |                          | Praterbahn, Viena |

- Wiener Sport-Club: 
  - Viktor Müller
  - Gustav Krojer, Rudolf Fekete
  - Karl Gross, Arthur Wackenreuher, Leopold Kolarik
  - Heinrich Schröder, Rudolf Aspek, Johann Mayringer, Leopold Neubauer, Prof. Wilhelm Schmieger
  - Rezerve: Alois Müller, Karl Beck, Karl Braunsteiner

| Cupa Challenge 1910-1911         |
| -------------------------------- |
| Wiener Sport-Club (Primul Titlu) |